# الصندوق الفراغي الجاف

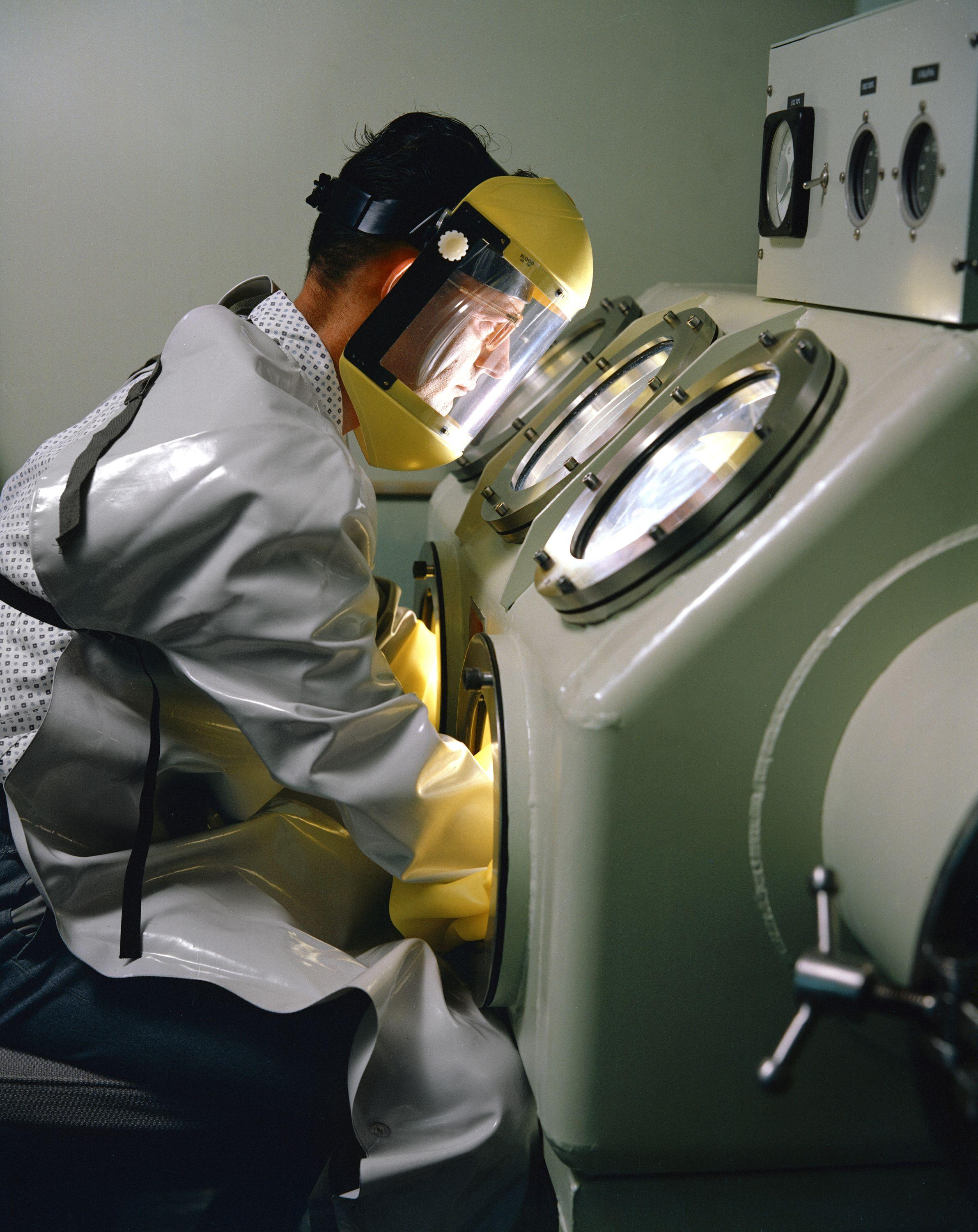
صندوق تجفيف مفرغ من الهواء

الصندوق الفراغي الجاف[بحاجة لمصدر] عبارة عن قطعة من معدات السلامة التي يمكن أن توفر جوًا خاملًا أو خاضعًا للتحكم للتعامل مع المواد الحساسة، ويمكن العثور على هذه الأجهزة بشكل شائع في أغطية الدخان في مختبرات الكيمياء، في المنشآت التي تتعامل مع مسببات الأمراض الفتاكة، في منشآت معالجة صخور القمر التابعة لناسا. وفي التطبيقات الصناعية. تستخدم صناديق القفازات ذات الغلاف الجوي الخامل أيضًا للطلاء والسفع الرملي.